# Hervormde kerk (Geesteren)
De Hervormde kerk is een protestantse kerk in de Nederlandse plaats Geesteren. Restanten van de eerste fundamenten komen waarschijnlijk uit de 10e of 11e eeuw, maar een jaartal is niet bekend. Een eerste bekende vermelding is uit 1246 waarbij Herman I van Loon de kerk schenkt aan Otto II van Gelre. In de kerk kwamen eveneens bewoners van Borculo, die in 1337 een eigen kerk mochten stichten. De kerk in Geesteren had een toren, een priesterkoor met aan beide zijden een kapel en een sacristie. Brandstichting door het Staatse leger die in 1586 Lochem belegerden, zorgde ervoor dat de kerk grotendeels verloren ging. Met name de kerktoren werd vernield, zodat deze niet als uitzichtpunt kon dienen. 
Circa 10 jaar later werd de eerste noodkerk heropgebouwd, maar pas na de inname van Groenlo in 1627 door Frederik Hendrik van Oranje kon een volwaardige kerk worden opgebouwd. De kerk kwam in 1628 gereed en bestond ten dele uit tufsteen en ten dele uit baksteen. De toren bevat een zadeldak met aan twee zijden trapgevels. In de loop der tijd zijn diverse renovaties aan de kerk uitgevoerd. In 1836 is er een houten tongewelf aan de kerk toegevoegd, wordt een oude kapel gesloopt en de sacristie omgebouwd tot consistoriekamer. Bij de renovatie van 1929-1930 werden de gewelven vervangen door bakstenen gewelven en kwamen er glas in loodramen. De kerk heeft zowel een haan als een hen als windvanen.
De kerk is in 1966 aangewezen als rijksmonument.

## Galerij

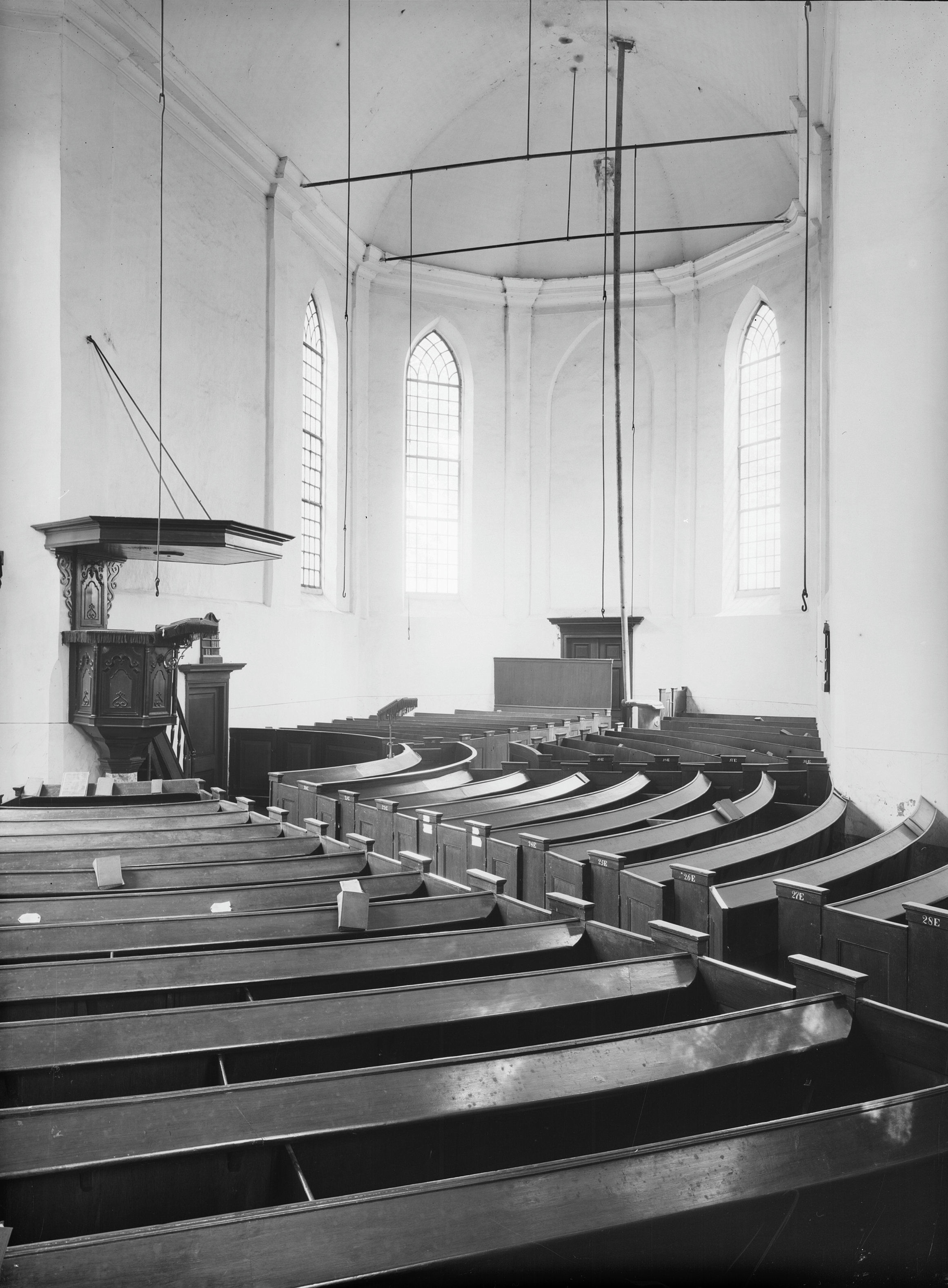
Interieur met preekstoel
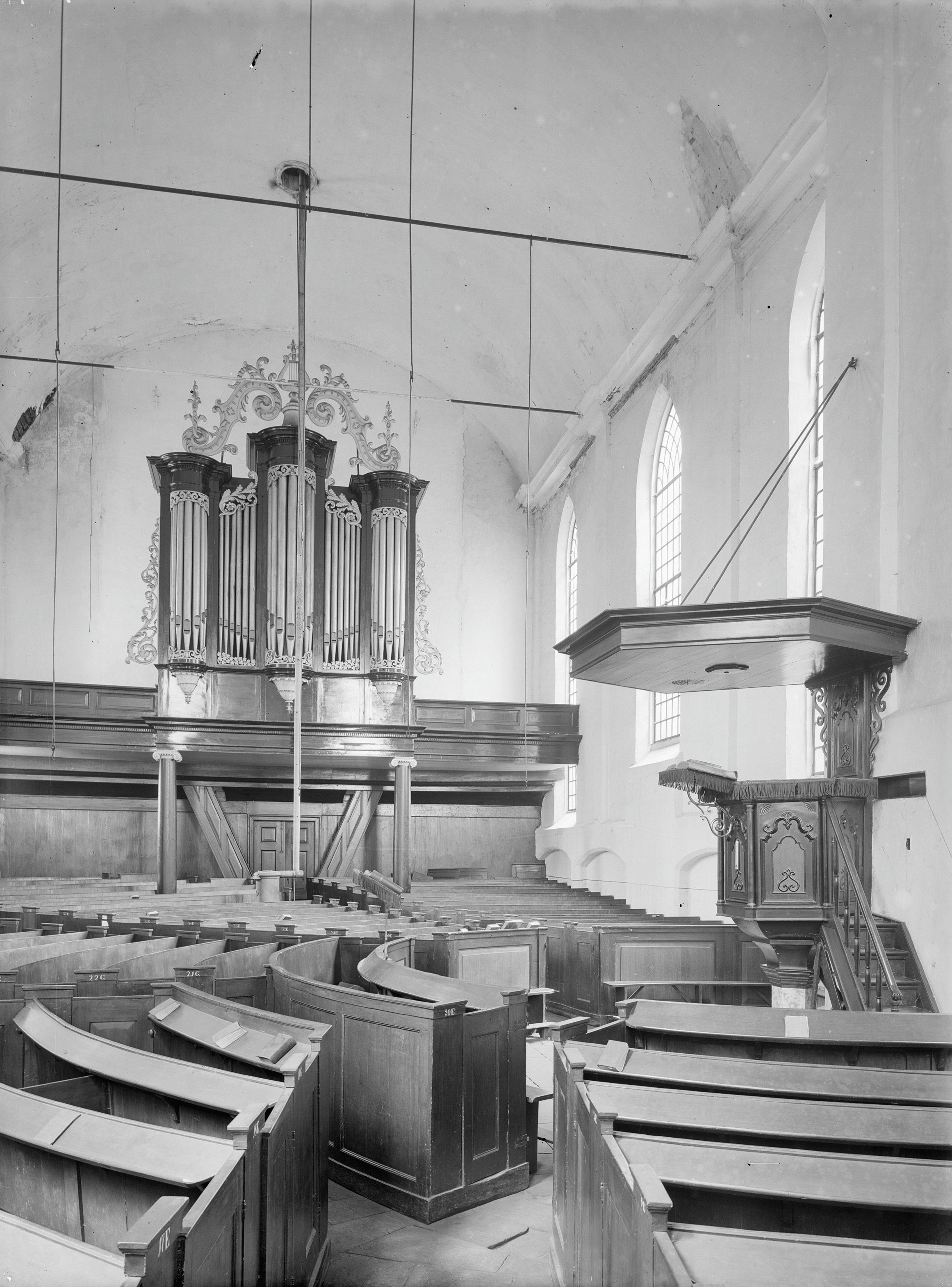
Preekstoel en orgel
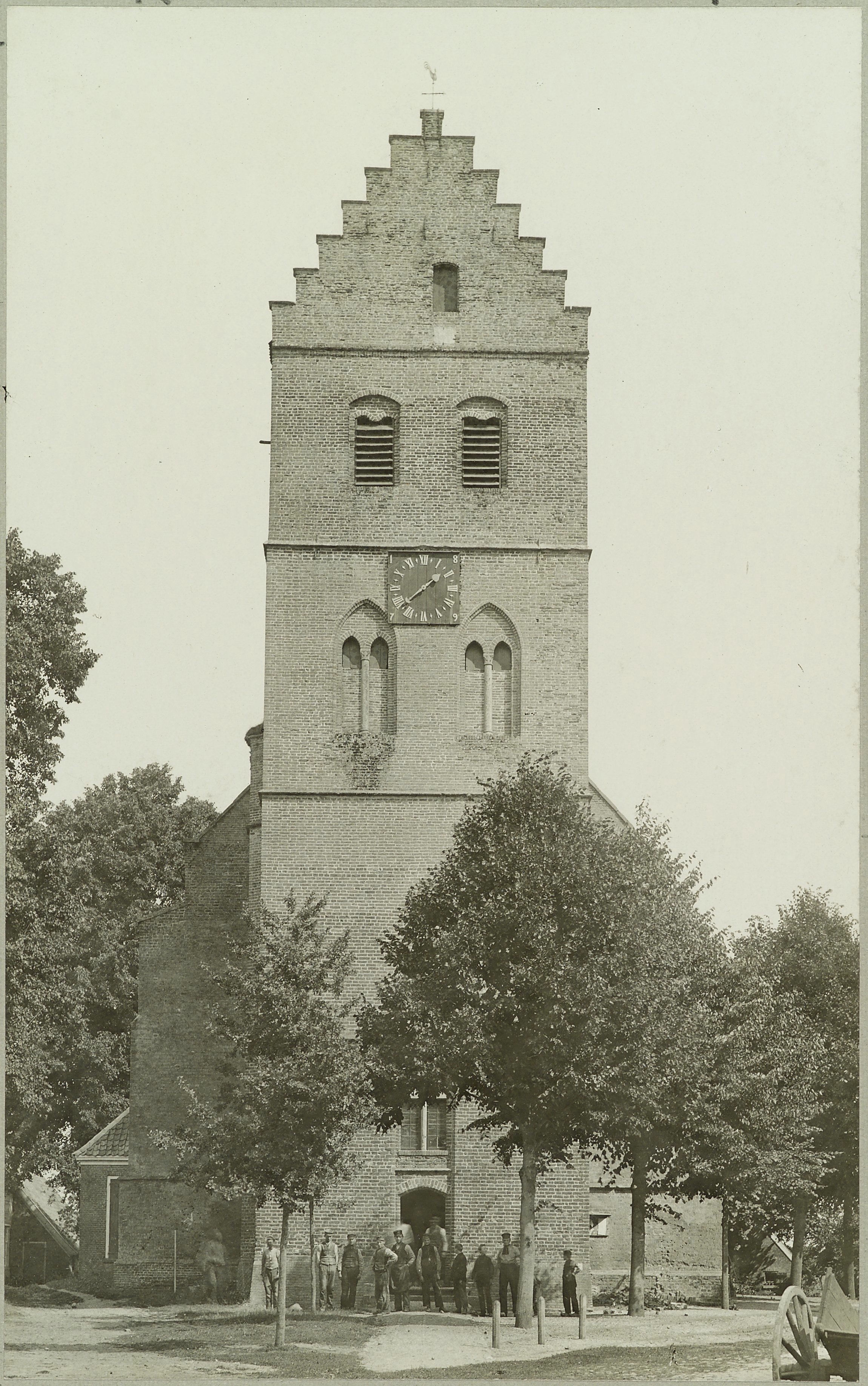
Toren